# Białe koszary w Stargardzie

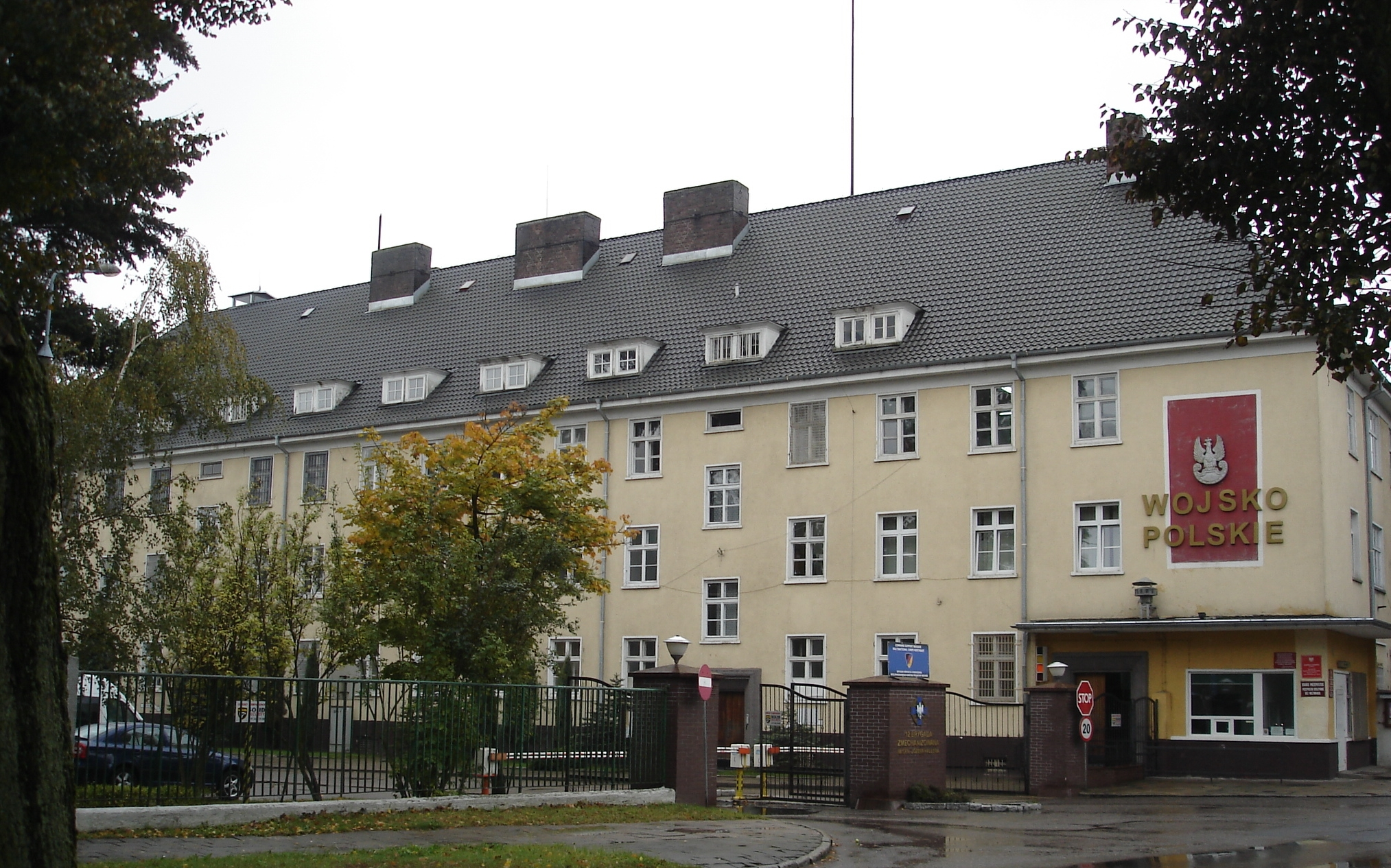
Białe koszary, widok z 2009 r.

„Białe koszary” – potoczna nazwa kompleksu koszarowego usytuowanego w Stargardzie przy Alei Żołnierza 37.
Kompleks został wzniesiony w latach 30. XX wieku z przeznaczeniem dla żołnierzy Wehrmachtu. Budowa koszarowców była częścią ogólnoniemieckiej reorganizacji sił zbrojnych, którą podjęto w 1934 r. W 1938 r. w koszarach zakwaterowane zostały wydzielone pododdziały 25 pułku piechoty (Infanterie Regiment 25). Stargard znajdował się wówczas na terenie II Okręgu Wojskowego Wehrmachtu, którego siedzibą dowództwa był Szczecin. Nazwa koszar pochodzi od jasnego koloru tynku, dla odróżnienia od „czerwonych koszar”. W skład kompleksu wchodzi 10 budynków koszarowych i 7 obiektów towarzyszących.

## Jednostki w „białych koszarach”
Jednostki Wehrmachtu:
- 25 pułk piechoty (zmot.) (Infanterie-Regiment (mot.) 25) w składzie 2 Dywizji Piechoty – (1938–1939)
  - sztab
  - 13 i 14 kompania
  - 1 i 2 batalion

W ramach zaczepnej operacji Sonnenwende od początku lutego 1945 r. doraźnie kwaterowały, przemieszczały się i walczyły:
- 4 Dywizja Grenadierów Pancernych SS „Polizei” (Polizei-Division) – (była 1 lutego i 23 lutego 1945)
- 28 Ochotnicza Dywizja Grenadierów Pancernych SS (1 walońska) „Wallonien” (niem.: 28. SS-Freiwilligen-Grenadier-Division Wallonien) – (była 5 lutego 1945)
- 27 Ochotnicza Dywizja Grenadierów Pancernych SS (1 flamandzka) „Langemarck” – (była 5 lutego 1945)
- 10 Dywizja Pancerna SS „Frundsberg” – (była 8 lutego i 23 lutego 1945)
- Dywizja Ochrony Führera (1 Dywizja Pancerna SS „Leibstandarte SS Adolf Hitler”) – (była 9 lutego 1945)
- 22 pułk grenadierów pancernych SS – (był 16 lutego 1945)
- 10 pułk artylerii SS – (był 16 lutego 1945)
- 281 dywizja piechoty – (była w obronie Stargardu 3/4 marca 1945)
- pozostałości dywizji „Nordland”, „Nederland” i „Wallonien” – (były w obronie Stargardu 3/4 marca 1945 z dowódcą garnizonu generałem-majorem Hansem Voigtem)

W czasie II wojny światowej kompleks koszarowy, mimo że był stricte wojskowy, nie poniósł większych strat. W trakcie operacji „Sonnenwende” przez miasto przemieszczały się wycofujące jednostki Wehrmachtu i nacierające Armii Czerwonej (oddziały 61. Armii gen. Pawła Biełowa i 2. Armii Pancernej Gwardii gen. Siemiona Bogdanowa ze składu I. Frontu Białoruskiego), a po nich wkraczały jednostki 63 Dywizji Strzeleckiej Wojsk Wewnętrznych NKWD, które między innymi doraźnie kwaterowały także w wojskowym kompleksie „białych koszar” z zadaniem zabezpieczenia tyłów armii czynnej. W praktyce oznaczało to zwalczanie wszelkich rzeczywistych i domniemanych „wrogich elementów”.
Jednostki Armii Czerwonej/Armii Radzieckiej:
- Radziecka Komendantura Wojenna – (5 marca – 23 marca 1945)
- 63 Dywizja Strzelecka Wojsk Wewnętrznych NKWD – (doraźnie od marca 1945)
- 46 Dywizja Wojsk Konwojowych NKWD – (doraźnie od marca 1945 w zakresie nadzoru nad obozem jeńców wojennych nr 66 w Stargardzie)
- 2 batalion strzelców (striełkowyj batalion) w składzie 218 pułku pogranicznego NKWD (stacjonujący w Szczecinie) – (doraźnie od marca 1945)
- 3 strażnica rezerwowa w składzie 87 Osowieckiego pułku pogranicznego NKWD – (doraźnie od marca 1945)

(?) – (1945–1946)
Jednostki Wojska Polskiego:
- dowództwo 12 Dywizji Piechoty – (od 1 czerwca 1945 do 30 września 1945)[10]
- 12 Polowy Ruchomy Szpital Chirurgiczny – (od 29.06.1945-14.08.1945)[11]

- 43 Pułk Piechoty – (sierpień 1946-maj 1957)[12][13][14]
- 9 Zaodrzański Pułk Piechoty – (maj 1957–październik 1957)[13]
- 9 Zaodrzański Pułk Zmotoryzowany – (październik 1957–październik 1958)[a]
- 9 Zaodrzański Pułk Zmechanizowany – (październik 1958–1990)[b]
- 9 Pułk Zmechanizowany – (1990–1995)
- 6 Brygada Pancerna – (1995)[15]
- 6 Brygada Kawalerii Pancernej – (1995–2007)
- Garnizonowy Węzeł Łączności –
- 39 Batalion Medyczno-Sanitarny w składzie 14 DP – (od 1955 do 1957 roku, przedyslokowany do Kołobrzegu i podporządkowany dowódcy 8. DZ)[c]
- 45 Batalion Medyczny – (1961–1996)
- 12 Batalion Medyczny – (1996–2007)

Obecnie w koszarach stacjonują:
- dowództwo Brygady Wsparcia Dowodzenia Wielonarodowego Korpusu Północno-Wschodniego
- 14 batalion Ułanów Jazłowieckich (2 batalion piechoty zmotoryzowanej) z 12 Brygady Zmechanizowanej
- 3 batalion piechoty zmotoryzowanej z 12 Brygady Zmechanizowanej
- dywizjon przeciwlotniczy z 12 Brygady Zmechanizowanej
- Parafia wojskowa Matki Bożej Dobrej Rady w Stargardzie
- Węzeł Łączności

## Obiekty szkoleniowe „białych koszar”
- hala sportowa
- plac apelowy (musztry)

- strzelnica pneumatyczna

## Pomnik, tablice pamiątkowe
10 marca 2002 r. w kompleksie „Białych koszar” nastąpiło odsłonięcie tablicy pamiątkowej w hołdzie żołnierzom 9 Pułk Piechoty.
22 kwietnia 2015 r. do kompleksu „Białych koszar” został przywieziony i umieszczony na cokole czołg T-72. Będzie pomnikiem dla upamiętnienia żołnierzy 6 Brygady Kawalerii Pancernej, którzy do połowy 2007 r. stacjonowali w tych koszarach.
Oficjalne odsłonięcie pomnika nastąpiło 22 maja 2015 r. podczas obchodów święta 12 Brygady Zmechanizowanej. Odsłonięto również tablicę pamiątkową dla upamiętnienia służby i pracy żołnierzy i pracowników wojska 6BKPanc. im. gen. bryg. Konstantego Plisowskiego w latach 1995–2007 r.